# レバノン時間
レバノンでは現在、東ヨーロッパ時間（EET、UTC+2）が標準時として採用されている。また、夏時間も実施されていて東ヨーロッパ夏時間（EEST、UTC+3）が採用されている。実施期間は2015年現在、3月の最終日曜日から10月の最終日曜日迄となっている。
|  | UTC+2       | 東ヨーロッパ時間                                                          |
|  | UTC+2 UTC+3 | 東ヨーロッパ時間 / イスラエル標準時 東ヨーロッパ夏時間 / イスラエル夏時間 |
|  | UTC+3       | アラビア標準時 極東ヨーロッパ時間                                         |
|  | UTC+3:30    | イラン標準時                                                              |
|  | UTC+4       | 湾岸標準時                                                                |

## IANA time zone database
IANA time zone databaseのzone.tabには、レバノンの標準時が1つ含まれている。
| 国コード | 座標        | TZ          | 注釈 | 協定世界時との差 | 夏時間 | 備考 |
| -------- | ----------- | ----------- | ---- | ---------------- | ------ | ---- |
| LB       | +3353+03530 | Asia/Beirut |      | +02:00           | +03:00 |      |